# セーフ
セーフ（英語：safe）は、広く一般に、安全であること、（ぎりぎりで）間に合うこと、助かることをいう。

## 野球
野球で、ある塁を得ようとする走者または打者走者に、審判員がその塁の占有を認めるときの宣告である。セーフが宣告されても、その直後にアウトになることもありうる。
審判員がセーフを宣告する際には、両手を水平に広げるジェスチャーとともに、「セーフ」とコールする。このジェスチャーは、次のようなときにも用いられる。
- ハーフスイングで球審から要求があった場合に、塁審が振っていないと判定するとき。（ジェスチャーとともに「ノースイング」あるいは「No, he didn't go!（振っていない）」とコールする）
- 飛球を野手がノーバウンド（インフライト）で捕球できなかったと判定したとき。（ジェスチャーとともに「ノーキャッチ」とコールすることもある）
- タッグプレイが行われている際に、野手が触球を試みたが実際には触球していないと判定したとき。（「ノータッグ」とコールすることもある）
- 走者と野手、走者と打球など、原則として接触が認められていないものに走者が接触したとき、さらには何らかのイレギュラーなプレイが行われたとき、そのプレイについて（攻撃側・守備側ともに）なんらの罰則もないことを示すとき。（「ナッシング」あるいは「That's nothing!」とコールすることもある）
- 打球がフェアボールであることを判定するとき。フェアグラウンドに向かってセーフのジェスチャーを行う。なお、現在フェアの判定はフェアグラウンドを人差し指で指し示すジェスチャーで行うのが一般的であり、セーフのジェスチャーでの判定はほとんど行われない。

### 歴史
- 1943年3月、第二次世界大戦下において日本野球連盟は野球用語の邦語化（外国語禁止）を決定。セーフが「良し」でアウトが「ダメ」等に言い換える改定を行った[1]

## その他スポーツ
- テニスや卓球などで、打球が規定線内（コート内）にボールが入ったことである。イン (in) ともいう。

## 作品名
- safe - アメリカのテレビドラマ『バフィー 〜恋する十字架〜』のコミック版。
- SAFE (1995年の映画) - トッド・ヘインズ監督、ジュリアン・ムーア主演のアメリカ映画。
- SAFE/セイフ - 2011年製作のアメリカ映画。